# Lady Solid
Lady Solid, beter bekend als Het waternetmeisje, is een artistiek kunstwerk annex fontein in Amsterdam-Zuid.
Het beeld stamt uit circa 1994. Toen werd door bewoners rondom het Krugerplein in Amsterdam-Oost gekozen uit twee ontwerpen voor een fontein. Peer Veneman kwam met Fontein Krugerplein en Caro Bensca met Lady Solid. De buurtbewoners kozen behoudend voor het werk van Veneman, het werk van Bensca vonden ze aanstootgevend; het leek op een lachende urinerende vrouw. Het was een teleurstelling voor de kunstenaar, omdat ze met haar ontwerp juist de bewonerssamenstelling van die buurt had weergegeven. Zo heeft ze een combinatie van Aziatische (ogen), Afrikaanse (stevige billen, vlechten) en Europees/Amerikaanse (witte huid) vrouwen willen verbeelden. Het menshoge meisje heeft de handen naar de hemel voor inspiratie dan wel reiniging (watercirkel leven, vruchtbaarheid, reiniging), anderen zien er een groet in. Ze draagt daarbij de toen gangbare kledij waaronder een spijkerbroek. Zoals boven geschreven; de buurt vond het niets.
De meeste afgekeurde ontwerpen raken in de prullenmand, zo niet deze. De voorloper van Waternet (Gemeente Waterleiding Bedrijf) zocht voor hun terrein aan de Amstelveenseweg, bekend door de blikvanger Watertoren Amstelveenseweg een beeld. Lady Solid werd weliswaar achter hekwerken met haar gezicht naar de weg neergezet.
Public art constateert dat het beeld, dat is opgenomen in de Kunstroute Zuid, laat zien dat een vast idee van een kunstenaar toch door andermans ogen een andere invulling krijgt.  